# Forstliche Hochschule Tharandt

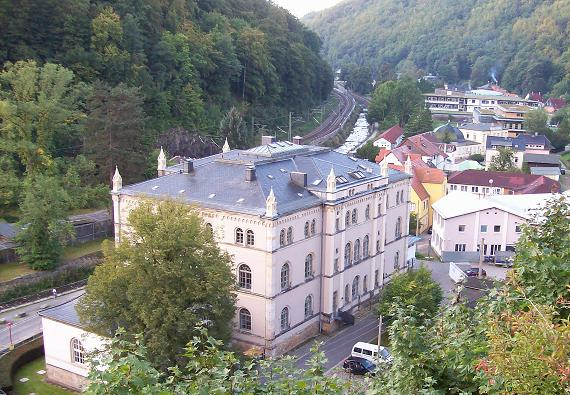
Gebäude der Forstwissenschaften (2011)

Die Forstliche Hochschule Tharandt ist eine traditionsreiche forstliche Bildungsstätte, die 1929 der Technischen Hochschule Dresden angegliedert wurde. Sie wurde als zunächst private forstliche Lehranstalt zwischen 1785 und 1795 im thüringischen Zillbach von Johann Heinrich Cotta gegründet und übersiedelte mit ihm 1811 nach Tharandt. Nach langwierigen bürokratischen Verhandlungen wurde sie 1816 Königlich-Sächsische Forstakademie. Diese gehört heute als Fachrichtung Forstwissenschaften der Fakultät Umweltwissenschaften zur Technischen Universität Dresden und ist eine der ältesten forstlichen Fakultäten der Welt. Aufgrund dieser langen Tradition wird Tharandt auch Forststadt genannt.

## Geschichte

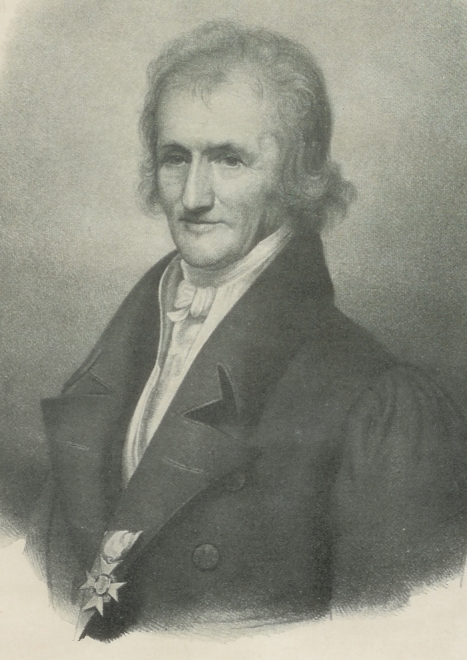
Heinrich Cotta begründete 1811 die forstliche Hochschullehre in Tharandt

Im 18. Jahrhundert stieg in Sachsen, bedingt durch die rasche Entwicklung des Bergbaus und des Hüttenwesens, der Holzbedarf stark an. Die Folge war eine Übernutzung und teilweise Devastierung der vorhandenen Wälder. Um Abhilfe zu schaffen, sollte eine geregelte Forstwirtschaft, die erst in den Anfängen existierte, eingeführt und aufgebaut werden. Die sächsische Regierung bemühte sich deshalb, für die 1809 freigewordene Direktorenstelle der sächsischen Forst-Vermessungsanstalt den bekannten Thüringer Forstmann Johann Heinrich Cotta zu gewinnen. Nach Prüfung aller Umstände sagte Cotta unter der Bedingung zu, dass er seine forstwirtschaftliche Lehranstalt weiterführen könne. Den Sitz Tharandt wählte er mit der Begründung aus: „Ohne Wald und dessen Benutzung kann eine Forstlehranstalt ebenso wenig gedeihen als eine Bergwerkakademie ohne Bergwerk.“ Er wurde durch die königlich-sächsische Verwaltung unter Friedrich August I. 1810 zum neuen Leiter ihrer Forstvermessungsanstalt bestellt und zog im Frühjahr des Jahres 1811 mit seiner Forstlehranstalt nach Tharandt.
Am 24. Mai 1811 konnte Cotta dort sein Privatforstlehrinstitut neu eröffnen. Neben Cotta, der die forstlichen Fachdisziplinen lehrte, war Johann Adam Reum, Professor für Mathematik und Lehrer für Vermessungskunde, Zeichnen und Botanik, mit nach Tharandt gekommen. Reum begann sofort mit dem Anlegen des heutigen, weltweit ältesten Forstbotanischen Gartens. 1814 wurde noch Karl Leberecht Krutzsch (1772–1852), Professor und Lehrer für Naturwissenschaften, eingestellt. Die Vorlesungen fanden in Privaträumen der Professoren oder im Freien statt. Um die Kapazitäten im gemeinsamen Grundlagenstudium sinnvoll zu nutzen, wurde 1830 eine landwirtschaftliche Abteilung an der Akademie eingerichtet, die aber 1869 an die Universität Leipzig verlegt wurde.
Durch die Befreiungskriege ging die Zahl der Schüler stark zurück, sodass finanzielle Schwierigkeiten den Fortbestand der Lehranstalt gefährdeten. Cotta bemühte sich deshalb um Übergabe der Schule an den Staat. Auch kämpfte Cotta darum, dass der Tharandter Wald durch die Forstakademie aktiv genutzt werden konnte, wie es in Zillbach der Fall gewesen war. Er wandte sich dafür im Juli 1814 an den Finanzrat von Zeschau, den zuständigen Referenten in Forstsachen beim Finanzkollegium und verglich in seinem Anliegen die Forstakademie in Tharandt mit der Bergakademie in Freiberg. Den Freiberger Studenten sei es gestattet, aktiv am Bergbau teilzunehmen, warum also nicht konnten die Tharandter Studenten im Tharandter Wald das Werk des Waid- und Forstmannes aktiv erlernen, so Cotta.  Da der Staat an qualifizierten Fachleuten interessiert war, wurde am 17. Juni 1816 die Königliche-Sächsische Forstakademie eröffnet, deren erster Direktor Cotta bis zu seinem Tode im Jahre 1844 war. Erst 1874 ging auch die völlige Inspektion über den Tharandter Wald an den Direktor der Forstakademie über.
Cotta konnte nach der Verstaatlichung 1816 zwar nun die Professoren entlohnen, aber Geld für den Bau eines Lehrgebäudes wurde nicht bewilligt. Erst 1842 wurde das Schweizerhaus im Forstgarten für Lehrzwecke gebaut. 1847–49 entstand das heute als Altbau bezeichnete Akademiegebäude nach Plänen von Oberlandbaumeister Karl Moritz Haenel (1809–1880). Im Jahr 1904 wurde die Forstakademie in den Rang einer Hochschule erhoben und erhielt das Habilitationsrecht.
Am 1. April 1929 wurde die Forstliche Hochschule Tharandt Teil der Technischen Hochschule (TH) Dresden (1961 in Technische Universität Dresden umbenannt), wobei eine gewisse Selbstständigkeit gewahrt blieb. Erst 1941, mit der Erhebung in den Rang einer Fakultät, war die Integration vollzogen.

## Die Königlich-Sächsische Forstakademie in der Kunst
In der Operette Waldmeister von Gustav Davis (Libretto) und Johann Strauss Sohn, die am 4. Dezember 1895 im Theater an der Wien uraufgeführt wurde, sind die männlichen Hauptfiguren Angehörige der Forstakademie. Protagonist ist der Ober-Forstrath und Director der Königlichen Forstakademie; sein Antagonist ist ein Professor der Botanik. Der Botaniker entdeckt, dass es keinen schwarzen Waldmeister gibt. Weibliche Protagonistin ist eine Sängerin der Dresdener Oper.

## Forstbotanischer Garten
Der Forstbotanische Garten ist eine Einrichtung der Technischen Universität Dresden und gleichzeitig das sächsische Landesarboretum. Er beherbergt Einzelstammgehölze und wurde seit 1997 um nordamerikanische Waldformationen stark erweitert. Er ist von Dresden aus leicht erreichbar. Besonderes Merkmal ist die enge Verzahnung mit der Forstwissenschaftlichen Fakultät der Technischen Universität Dresden. Er wird geleitet von Andreas Roloff und dem Kustos Ulrich Pietzarka. Zur Finanzierung trägt ein Förderverein bei.
Der forstbotanische Garten zeigt 1990 Arten und Unterarten von Gehölzen auf 34 Hektar Vorgebirgslandschaft; heimisch sind in Mitteleuropa nur 240 Arten. Im historischen östlichen Teil werden vorwiegend traditionelle Einzelstammsammlungen gezeigt, im neuen westlichen Teil vorbildnahe Waldformationen, die Strukturen und Dynamiken natürlich gewachsener Wälder erkennbar machen.

## Forstzoologie
Der schon seit 1813 hier lehrende Karl Leberecht Krutzsch (1772–1852) wurde 1816 zu einem der ersten Professoren ernannt. Auf seine Initiative wurde der Forstakademie 1830 eine landwirtschaftliche Lehranstalt angegliedert. Sie hieß von nun an Akademie für Forst- und Landwirthe zu Tharandt. Krutzsch las bis 1849 Chemie, Physik, landwirtschaftliche Technologie, Geologie, Mineralogie und forstliche Bodenkunde. 1830 nahm Emil Adolf Roßmäßler (1806–1867) einen Ruf auf eine Professur nach Tharandt an, ließ sich allerdings 1849 aus politischen Gründen emeritieren. 1850–1855 hatte Friedrich von Stein (1818–1885) einen Lehrstuhl für Zoologie und Botanik. Zusammen mit dem Botaniker Heinrich Moritz Willkomm (1821–1895), der in Tharandt Professor für Naturgeschichte war, erwarb sich Stein große Verdienste um den Aufbau einer umfangreichen Insektensammlung sowie von Sammlungen der Fraßbilder, Larven, Puppen und Kokons, die vorwiegend Forstschädlinge umfassten.
Den ersten eigenen Lehrstuhl für Zoologie hatte seit 1876 Hinrich Nitsche (1845–1902) inne. Zusammen mit dem Forstwissenschaftler Johann Friedrich Judeich (1828–1894), der seit 1866 Direktor der Akademie war, widmete sich Nitsche besonders den Forstinsekten. Die gemeinsame Arbeit gipfelte 1895 in einer Neubearbeitung des ersten Bandes von Julius Theodor Christian Ratzeburgs Die Waldverderber und ihre Feinde, dem Lehrbuch der Mitteleuropäischen Forstinsektenkunde sowie einer wesentlichen Erweiterung der entomologischen Sammlungen.
Ein weiterer bedeutender Zoologe der Lehranstalt war Karl Escherich (1871–1951), der von 1907 bis 1914 in Tharandt wirkte. Er gründete in dieser Zeit die Gesellschaft für angewandte Entomologie und die Zeitschrift für angewandte Entomologie. In Tharandt begann er auch mit den Arbeiten an seinem vierbändigen Werk Die Forstinsekten Mitteleuropas. Der letzte Rektor der 1904 zur Forstlichen Hochschule Tharandt erhobenen Einrichtung war Heinrich Prell (1888–1962), der sich neben der Entomologie auch mit der Pelztierkunde beschäftigte. Ihm ist es zu verdanken, dass die Einrichtung das Promotionsrecht bekam und durch die Eingliederung in die Technische Hochschule Dresden 1929 nicht aufgrund von Sparmaßnahmen aufgelöst wurde. Als Dekan der Fakultät für Forstwirtschaft der Technischen Hochschule verhinderte Prell nach 1945 erneut die Auflösung des Standortes Tharandt.

## Institut für Pflanzen- und Holzchemie
Das Institut für Pflanzen- und Holzchemie Tharandt befasst sich mit Fragen der Pflanzenchemie, Holzchemie, Immissionsforschung und Agrikulturchemie. Schwerpunkte liegen auf der Rauchgasforschung und Naturstoffchemie, insbesondere der Celluloseforschung, zeitweise auch auf den Holzextrakten. Das Institut hat 20 Mitarbeiter, davon fünf Doktoranden. Zu den herausragenden Forschungsergebnissen gehört der frühe Nachweis des Zusammenhangs zwischen Rauchgasen und Vegetationsschäden durch Julius Adolph Stöckhardt ab 1849 und die Entwicklung eines Gitterschornsteins zur besseren Verwirbelung von Rauchgasen. Eine Untersuchungsreihe von Hans Wislicenus gilt als Basisliteratur über Vegetationsschäden. Die zusammenfassende Darstellung von Hans-Günther Däßler, Einfluss von Luftverunreinigungen auf die Vegetation – Ursachen, Wirkungen und Gegenmaßnahmen, etablierte sich Ende des 20. Jahrhunderts als Lehrbuch und Standardwerk.

## Lehrer
In alphabetischer Reihenfolge

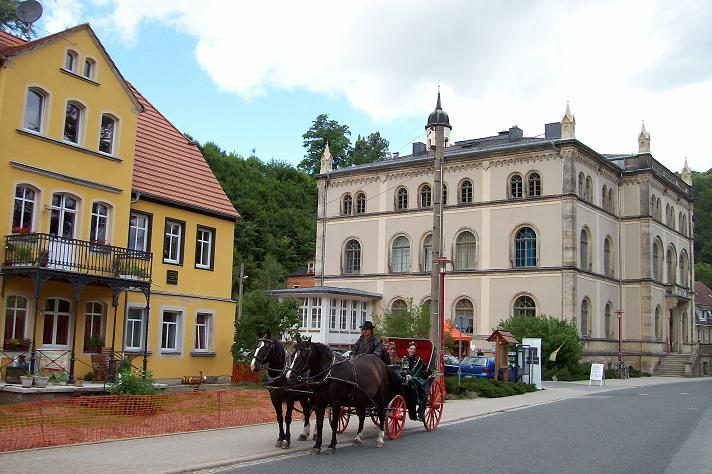
Cottas Wirkungsstätte (links) und Altbau der Forstakademie (rechts) in Tharandt nach der Sanierung zum Jubiläum 2011

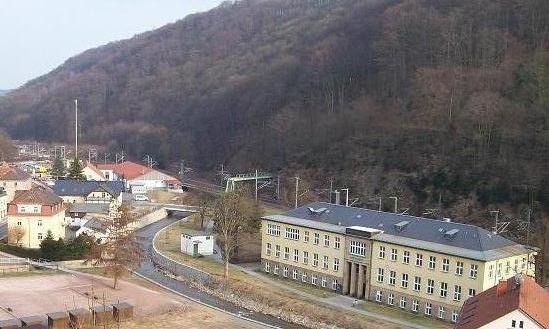
Cotta-Bau der Fachrichtung Forstwissenschaften in Tharandt

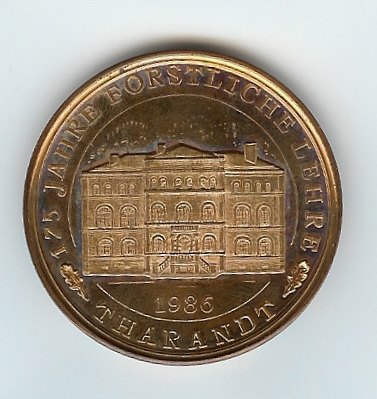
Der Altbau der Forstakademie auf einer Gedenk-Medaille von 1986 zur Feier von 175 Jahre forstlicher Lehre in Tharandt

- Carl Heinrich Edmund von Berg (1800–1874), Geh. Oberforstrat, 1845–1866 2. Direktor der Akademie für Forst- und Landwirte
- Robert Bernhard (1862–1943), Forstwissenschaftler
- Friedrich August von Cotta (1799–1860), Forstwissenschaftler
- Heinrich Cotta (1763–1844), eröffnete 1811 in Tharandt seine private Forstlehranstalt, die spätere Königlich-Sächsische Akademie für Forst-   und Landwirte, 1. Akademiedirektor, Oberforstrat
- Hans-Günther Däßler, Immissionsforscher
- Anton Heger (1887–1964), Forstwissenschaftler
- Gottfried Hempel-Falkenhagen (1931–2017), ab 1989 Professor für Biometrie und Forstliche Informatik, gründete 1972 die Tharandter Rechenstation, Institutsdirektor Waldwachstum und Forstliche Informatik
- Eberhardt Hengst (1917–1996), Dozent für Ertragskunde, Waldbau und Forstschutz
- Franz Heske (1928–1940), Professor für Forstwissenschaft, 1931 Gründer des Instituts für ausländische und koloniale Forstwirtschaft (1940 nach Reinbek verlegt)
- Felix Holldack (1880–1944), Honorarprofessor für Rechtskunde
- Johann Wilhelm Hoßfeld (1768–1837), Forstmathematiker und Forstrat, Dozent für Mathematik in Zillbach 1798 bis 1800
- Bruno Huber (1899–1969), wurde 1934 Ordinarius, führte in Deutschland die moderne Dendrochronologie ein
- Reinhard Hugershoff (1882–1941), Geodät und Pionier des Luftbildwesens, seit 1910 Dozent in Tharandt, ab 1912 Professor für Vermessungskunde und Photogrammetrie
- Johann Friedrich Judeich (1828–1894), 3. Akademiedirektor
- Erwin Kienitz (1902–1979), Leiter der Fachschule für Forstwirtschaft und des Instituts für Forstliche Wirtschaftslehre, Dekan
- Gustav Adolf Krauß (1888–1968), Forstwissenschaftler und Bodenkundler
- Karl Leberecht Krutzsch (1772–1852), Forstwissenschaftler
- Hermann Krutzsch (1819–1896), Geologe, Mineraloge
- Max Friedrich Kunze (1838–1921), Professor für Mathematik, Forstvermessung und Versuchswesen
- Michael Gunter Müller (* 1962), Professor für Waldschutz
- Ernst Münch (1876–1946), 1921–1934 Professor für Forstbotanik und Direktor des Forstbotanischen Gartens
- Max Neumeister (1849–1929), Geh. Oberforstrat, 1882–1906 Professor, 4. Akademiedirektor
- Friedrich Nobbe (1830–1922), Agrikulturchemiker, Botaniker und Saatgutforscher, errichtete 1869 die erste Saatgut-Kontrollstation der Welt und begründete die Saatgutprüfung
- Heinrich Prell (1888–1962), Zoologe und Forstwissenschaftler, 1927–1929 letzter Rektor
- Max Robert Preßler (1815–1886), 1840–1883 Professor an der Königlich-Sächsischen Akademie für Forst- und Landwirte
- Johann Adam Reum (1780–1839), Botaniker, Professor und Lehrer für Mathematik, Botanik, Zeichnen und Vermessungskunde
- Andreas Roloff (* 1955), seit 1994 Professor für Forstbotanik
- Emil Adolf Roßmäßler (1806–1867), 1830–1849 Professor für Zoologie und Botanik, 1848 Abgeordneter der Nationalversammlung
- Konrad Rubner (1886–1974), Forstwissenschaftler
- Karl Hermann Rudorf (1823–1880), Forstwissenschaftler
- Friedrich Christian Schlenkert (1757–1826), Schriftsteller, Professor für deutsche Sprache
- Hugo Emil Schober (1820–1882), ab 1847 Professor für Landwirtschaft an der Akademie für Forst- und Landwirte, 1852–1870 zugleich Direktor der landwirtschaftlichen Abteilung der Akademie
- Martin Schretzenmayr (1920–1991), Prof. für Botanik und Naturschutz, u. a. forstliche Pollenanalyse (Cotta-Medaille 1992)
- August Gottfried Schweitzer (1788–1854), Professor und Direktor
- Gerhard Stephan (* 1929), Prof. für Forstnutzung 1988 bis 1992
- Julius Adolph Stöckhardt (1809–1886), Chemiker, Agrarwissenschaftler, Begründer der Rauchschadenforschung
- Harald Thomasius (1929–2017), Vorsitzender der 1980 gegründeten Gesellschaft für Natur und Umwelt im Kulturbund der DDR
- Heinrich Vater (1859–1930), von 1887 bis 1925 Professor für Mineralogie und Geologie an der Forstakademie, Begründer der forstlichen Bodenkunde, Standortslehre und Forstdüngung
- Arnold Freiherr von Vietinghoff-Riesch (1895–1962), apl. Professor
- Philipp Weinmeister (1848–1910), Mathematiker, Physiker, Meteorologe
- Heinrich Wienhaus (1882–1959), Chemiker
- Otto Wienhaus (* 1937), Chemiker
- Erich Zieger (1902–1960), Prof. für Forstnutzung

## Studenten

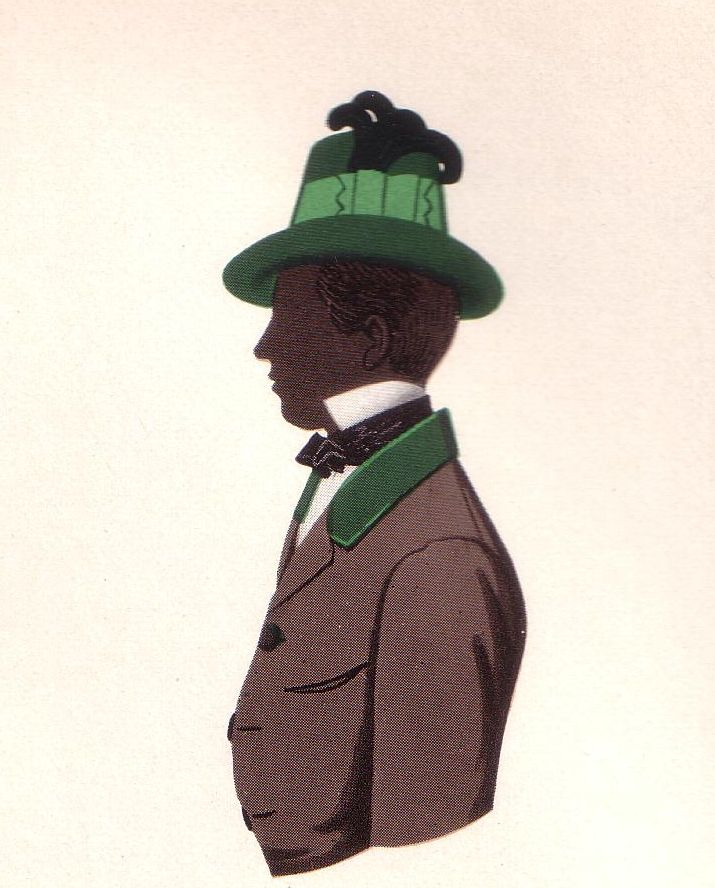
Tharandter Forststudent (1855)

- Peter Christen Asbjørnsen (1812–1885), norwegischer Märchensammler, Forstmeister, Student von 1856 bis 1858
- Ernst Georg August Baumgarten (1837–1884), Luftschiffpionier
- Johann Wilhelm Coaz (1822–1918), Forstwissenschaftler, Topograph und Bergsteiger
- Richard Johann Ademar Ebenhöh (* 27. Dezember 1855 in Weißenbach an der Triesting; † 27. Mai 1927 in Landeck/Tirol), Vermessungs- und Forstingenieur in Dienst des Fürstenhauses Schwarzenberg (fränkisch-böhmisches Adelsgeschlecht), Adjunkt in Murau/Steiermark und Winterberg (Vimperk), danach Forst-Administrator in Stubenbach (Prasily) und Langendorf (Dlouha Ves u Susice) im Böhmerwald
- Carsten Egeberg Borchgrevink (1864–1934), norwegischer Antarktisforscher
- Eberhard von Breitenbuch (1910–1980), Rittmeister, versuchte am 11. März 1944 Adolf Hitler während einer Besprechung auf dem Obersalzberg zu erschießen
- Walter Hase (1905–2007), Forsthistoriker, Autor zweier Standardwerke zur Wald- und Forstgeschichte Schleswig-Holsteins
- Hermann Hellriegel (1831–1895), Agrikulturchemiker
- Wilhelm Hertenstein (1825–1888), Schweizer Politiker
- Gerd Hildebrandt (1923–2017), Leiter der Abteilung Luftbildmessung und Fernerkundung der Forstlichen Fakultät der Albert-Ludwigs-Universität Freiburg
- Erdmann Achim Kamprad, wanderte nach Schweden aus, Großvater von Ingvar Kamprad
- Maximilian von Klotz (1796–1864), deutscher Forstmann, ab 1830 kgl.-sächs. Oberforstmeister und Floß-Oberaufseher in Bärenfels
- Wilhelm Knabe (1923–2021), entwickelte 1957 ein erstes Verfahren zur Rekultivierung von Tagebauen, Mitgründer der Partei die Grünen 1980 und Bundestagsabgeordneter 1987–1990
- Elias Landolt (1821–1896), Professor für Forstwirtschaft in Zürich sowie Oberforstmeister des Kantons Zürich
- Christoph Liebich (1783–1874), böhmischer Forstmann und Forstwissenschaftler
- Gotthilf August Freiherr von Maltitz (1794–1837), dramatischer Dichter und Schriftsteller, hatte zunächst 1821 in Preußen eine Oberförsterstelle erhalten, ging später aber nach Berlin, Hamburg und Paris und ließ sich 1833 in Dresden nieder
- Friedrich von Mandelsloh (1795–1870), Förster und Geologe in Urach und Ulm
- Hans Ernst von Manteuffel (1799–1872), Forstmann, nach ihm wurde das Manteuffel-Stipendium an der Akademie benannt
- Friedrich Wilhelm Meschwitz (1815–1888), Forstinspektor in Dresden
- Bernhard Heinrich Michelson (1812–1887), russischer Agronom und Hochschullehrer, studierte zwischen 1837 und 1839 in Tharandt
- Adolphe Parade (1802–1864), französischer Forstwissenschaftler, leitete ab 1834 die neu gegründete Ecole forestiére in Nancy
- Carl Reuß (1844–1918), Oberförster von Goslar und Leiter der Anhaltischen Forstverwaltung
- Max Schreyer (1845–1922), Oberforstrat und Dichter des Liedes Dar Vuglbärbaam
- Siegmund Karl Ludwig Friedrich Hermann von Seckendorf-Gudent, tötete 1844 als Forststudent in einem Duell seinen Kommilitonen Otto Carl Werther[4]
- Theophil Sprecher von Bernegg (1850–1927), Schweizer Generalstabschef im Ersten Weltkrieg
- Johann Georg Witthauer (1799–1876), erster Forstinspektor in Lübeck
- Carl Zinkernagel (1841–1887), Oberforstmeister in Wermsdorf, Mitglied der kgl.-sächs. Forstprüfungskommission